# Kompleks Keglević (Krapina)
Kompleks dvorca Novi Dvori Klanječki je skup rimokatoličkih objekata u Krapini.

## Opis
Zgrade na adresi Magistratska 12-14 dio su nekadašnjeg stambeno-gospodarskog graditeljskog sklopa u vlasništvu obitelji Keglević, a kasnije obitelji Ottenfels. Sklop zatvara čitav gradski blok jer je omeđen s južne strane Uskom ulicom, Starogradskom ulicom sa sjeverne te Magistratskom sa zapadne strane. Obuhvaća tri zgrade – nekadašnju palaču Keglavić (uglovnica na broju 12), gospodarsku zgradu (u dvorištu) i upravnu zgradu (k. br. 14). Građevine ovoga stambeno-gospodarskog kompleksa izgrađene su najvjerojatnije istovremeno, odnosno u veoma kratkom vremenskom razdoblju, počevši od sredine 18. stoljeća. Sklop je smješten ispod srednjovjekovnog burga koji je bio u vlasništvu iste obitelji.

## Zaštita
Pod oznakom Z-4716 zavedena je kao nepokretno kulturno dobro - pojedinačno, pravnog statusa zaštićena kulturnog dobra, klasificirano kao "sakralna graditeljska baština".